# أنغستروم
أنجستروم أو أنغستروم وحدة قياس للطول تساوي {\displaystyle 10^{-10}} من المتر (أي أن 1 ملم يحتوي على 10 ملايين أنغستروم أي جزء من عشرة مليارات من المتر). وقد سميت هذه الوحدة نسبة إلى العالم آندرز أنغستروم.
أنغستروم نسبة إلى وحدة المتر
- 1 أنغستروم = 0.1 نانومتر
- 1 أنغستروم = 0.0001 ميكرومتر
- 1 أنغستروم = 0.0000001 مليمتر

لا تعد وحدة الأنغستروم جزءًا من النظام الدولي للوحدات، ولكن يمكن اعتبارها جزءًا من النظام المتري بوجه عام.

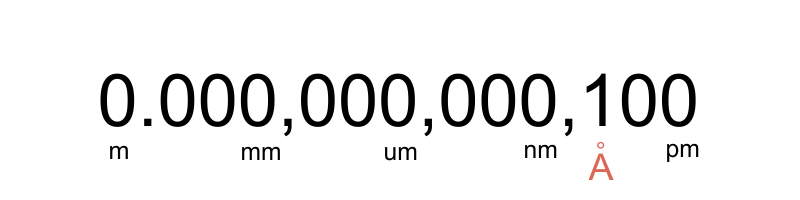
المرتبة العشرية لوحدة الأنغستروم نسبةً الى المتر.

## لمحة تاريخية

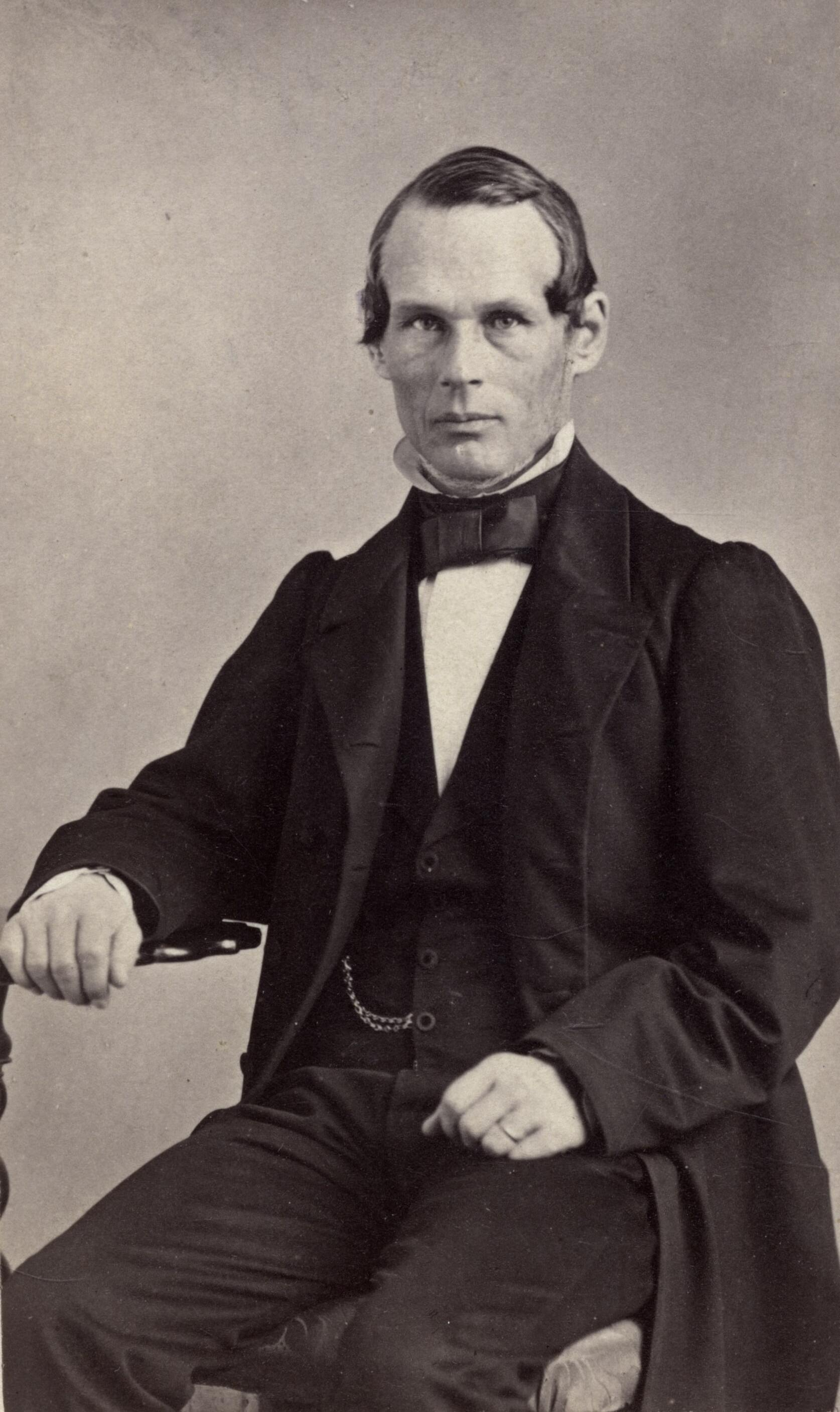
العالم السويدي آندرز أنغستروم الذي سميت الوحدة على اسمه.

سميت وحدة قياس الأطوال الأنغستروم على اسم عالم الفيزياء السويدي في القرن التاسع عشر أندرز جوناس أنغستروم. كان أندرز أنغستروم رائدًا في مجال التحليل الطيفي، كما اشتهر بدراساته وأبحاثه في الفيزياء الفلكية، وانتقال الحرارة، والمغناطيسية الأرضية، والشفق القطبي. صاغ أندرز أنغستروم وحدة قياس الأطوال والأبعاد الصغيرة جدا الأنغستروم في عام 1852، وبدأ في استخدامها في مجالات التحليل الطفي للتعبير عن أطوال الموجات المرئية التي يمكن حصرها في نطاق يتراوح ما بين 4000 و7000 جزءًا على عشرة ملايين من الميليمتر، وهو نطاق الضوء المرئي دون الحاجة إلى استعمال أعداد كسرية. استطاع أنغستروم في عام 1868 أن يؤسس مخططًا لطيف ضوء الشمس وعبر عن الأطوال الموجية للإشعاع الكهرومغناطيسي في طيف الشمس بوحدة الأنغستروم.
استخدم هذا المخطط على نطاق واسع في الفيزياء الشمسية، وأطلق اسم العالم على وحدة الأطوال التي استخدمها، وبدأ استخدامها في المزيد من مجالات التحليل الطيفي كالتحليل الطيفي الفلكي، والتحليل الطيفي الذري وانتقلت منها إلى المزيد من فروع العلوم الأخرى.

## الاستخدامات
تُستخدم وحدة الأنغستروم غالبًا في مجالات مثل العلوم الطبيعية والعلوم التقنية للتعبير عن أحجام الذرات والجزيئات والهياكل البيولوجية المجهرية وأجزاء الخلية، وأطوال الروابط الكيميائية، وترتيب الذرات في البلورات، المسافات بين مستويات الذرة، وأطوال موجات الإشعاع الكهرومغناطيسي، وأبعاد أجزاء الدائرة المتكاملة.